# Tirol-Tirol del Sur-Trentino

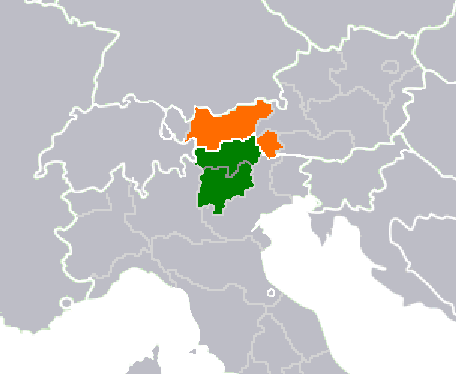
Localización de la Eurorregión

Mapa detallado de la eurorregión, formada por el estado austriaco de Tirol y las provincias autónomas de Italia de Tirol del Sur/Alto Adigio y Trentino.
----
Tirol, Austria
Tirol del Sur, Italia
Trentino, Italia

Tirol-Tirol del Sur-Trentino (en alemán, Europaregion Tirol-Südtirol-Trentino; en italiano, Euregio Tirolo-Alto Adige-Trentino) es una eurorregión formada por el estado austriaco del Tirol y las provincias italianas de Alto Adigio y Trentino. Los límites de la asociación se corresponden con el anterior condado del Tirol austriaco, que a lo largo de los siglos dio forma a la vida en la región Alpina.

## Características
Dividido después de la Primera Guerra Mundial, la región conservó gran parte de su integridad cultural por su apego tradicionalmente fuerte a la tierra y un profundo deseo por el autogobierno en ambos lados de la frontera. Los lazos centenarios culturales, sociales y económicos, tanto como el reconocimiento de intereses convergentes basados en su papel tradicional como país de tránsito y sus condiciones medioambientales prácticamente idénticas en el corazón de los Alpes, que llevó a la creación de la Eurorregión por las tres provincias en el año 1996.
La cooperación transfronteriza entre los tres vecinos abarca actualmente muchos campos, incluyendo el turismo, la infraestructura, los servicios sociales y temas medioambientales en la sensible área de los Alpes centrales. En 2001, la Alpendeklaration (declaración alpina) conjunta, una carta para el desarrollo sostenible, llamó a la reconciliación de presiones económicas con el deseo de la población local de conservar su medio ambiente. Una oficina de asuntos comunes fue establecida en Bruselas para alimentar las relaciones con la Unión Europea.
Tras un encuentro histórico entre los parlamentos del Tirol Septentrional y el Tirol Meridional en 1971, la primera en cincuenta y siete años, las reuniones se extendieron a lo largo de 20 años después para incluir al Trentino. En los noventa, el estado federal austriaco de Vorarlberg, que disfrutaba de relaciones cercanas con la región en el pasado, obtuvo el estatus de observador en el Parlamento de las Tres Provincias (Dreier Landtag). Los encuentros de la asamblea se celebraron en diversos lugares de importancia histórica, como Innsbruck y la anterior capital del Tirol, Merano.
Lingüísticamente, la población en el Tirol austriaco habla alemán, mientras que la inmensa mayoría de los habitantes del Trentino habla italiano. En el Alto Adigio aproximadamente dos tercios hablan alemán como lengua materna y un cuarto italiano. En conjunto, 62 % de la Eurorregión son de habla alemana y 37 % de habla italiana. Alrededor del 1% de la población total de la Eurorregión habla ladino como lengua materna, este grupo es principalmente indígena de Alto Adigio pero también en el Trentino y Belluno.
La Eurorregión en números para el 31 de diciembre de 2006:
| Región        | Superficie en km² | Población | Densidad de población por km² |
| ------------- | ----------------- | --------- | ----------------------------- |
| Tirol         | 12.648            | 700,427   | 55                            |
| Tirol del Sur | 7.400             | 487.673   | 66                            |
| Trentino      | 6.207             | 507.030   | 81,7                          |
| Total         | 26.255            | 1,695.130 | 67,6                          |